# Карл фон Осецький
Карл фон Осецький (нім. Carl von Ossietzky; 3 жовтня 1889, Гамбург — 4 травня 1938, Берлін) — радикальний німецький пацифіст, антифашист і лауреат Нобелівської премії миру 1935 року.

## Молодість
Народився 3 жовтня 1889 року в Гамбурзі в родині німця польського походження, дрібного торгівця. Велику роль у формуванні світогляду Осецького відіграв його вітчим — відомий соціал-демократ Густав Вальтер. У віці 17 років Осецький покинув навчання в школі і став чиновником. Однак, незабаром, захопився журналістикою, опублікувавши свою першу статтю в газеті Демократичного Союзу «Вільний народ».
У двадцятирічному віці він опублікував ряд віршів у мюнхенських виданнях.
19 серпня 1913 одружився з англійкою Мод Вудс, феміністкою, що жила в Гамбурзі і давала уроки англійської мови. Від шлюбу народилася донька.
Приблизно в 1933 р. закохався в архітекторку й журналістку Ґусті Гехт (1903-1950) і навіть думав розлучатися із алкозалежною Мод, проте не зробив цього. Після арешту Осецького Ґусті створила «Коло друзів Карла фон Осецького», яке матеріально підтримувало Мод і їхню дочку та тримало контакт із затриманим.

## Німецьке товариство миру
В 1912 році став одним із засновників гамбурзького відділення «Німецького товариства миру». Рік по тому ліберальний тижневик «Вільний народ» опублікував його статтю, що критикує мілітаристський вирок одного із судів. За цю статтю автор піддався нападкам прусського військового міністерства.
У червні 1916 року незважаючи на слабке здоров'я був покликаний на військову службу, брав участь в Першій світовій війні в складі Баварської саперної частини. За роки війни став переконаним пацифістом, повернувся до Гамбурга і очолив місцеве відділення «Німецького товариства миру». Видавав газету «Провідник», незабаром закриту через відсутність фінансування.
У 1920 році прийняв пропозицію голови «Німецького товариства миру» Людвига Квідде стати секретарем Берлінського відділення організації, видавав «Інформаційний бюлетень». Був в числі засновників руху «Ні війні». Незабаром змінив адміністративну роботу в «Німецькому суспільстві світу» на посаду редактора міжнародного відділу в штаті «Берлінер Фольксцайтунг» — антивоєнної, демократичної і непартійній газети.
У 1923–1924 роках разом з редакцією «Берлінер Фольксцайтунг» брав участь в організації нової Республіканської партії. Прісля провалу на виборах до Рейхстагу в травні 1924 року перейшов у політичний щотижневий журнал «Тагебух».

## Тижневик «Вельтбюне». Перші репресії

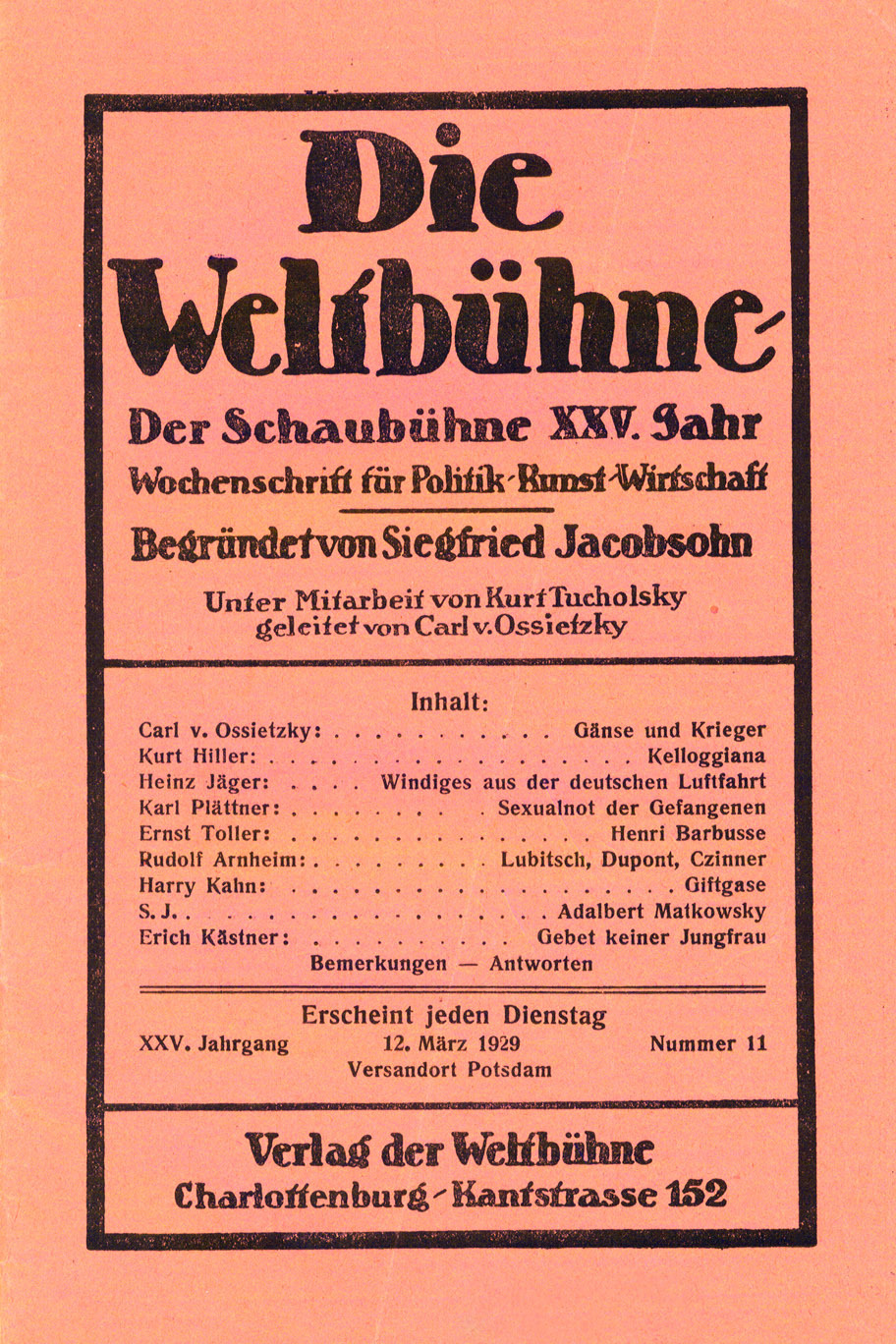
інкримінований номер журналу Weltbühne від 12 березня 1929

У 1926 році Зігфрід Якобсон — засновник і редактор «Ді Вельтбюне» («Die Weltbühne» — «Світова сцена») запропонував Осецькому очолити журналістське розслідування таємниць мілітаризації німецького рейхсверу. Після раптової смерті Якобсона в грудні 1926 року, Осецький зайняв пост головного редактора.
У березні 1927 року «Вельтбюне» опублікувало статтю Бертольда Якоба, який звинувачував Веймарський уряд і військових у підтримці напіввійськових формувань. За звинуваченням у наклепі Осецький, як головний редактор, був засуджений до тюремного ув'язнення терміном на місяць.
У в березні 1929 року опублікував статтю німецького льотчика Вальтера Крайзера, в якій викривалися порушення Версальського договору у військовій авіації. За це він і автор були заарештовані за звинуваченням у порушенні військової таємниці. У 1931 році їх засудили до 18 місячного терміну у в'язниці Шпандау. На захист Осецького виступили Ернст Толлер, Ліон Фейхтвангер, Арнольд Цвейг, Альберт Ейнштейн. В очікуванні відповіді на апеляцію Осецький і Крайзер зберегли свої паспорти, що давало їм можливість покинути Німеччину. Крайзер виїхав до Парижа, Осецький відмовився виїхати.
У травні 1930 року Осецький прийшов в Тегельську в'язницю, причому йому довелося пройти через натовп шанувальників, які намагалися відрадити його від цього рішення. Провівши у в'язниці сім місяців, Осецький був звільнений по амністії й вийшов на свободу.

## Концтабір. Нобелівська премія миру

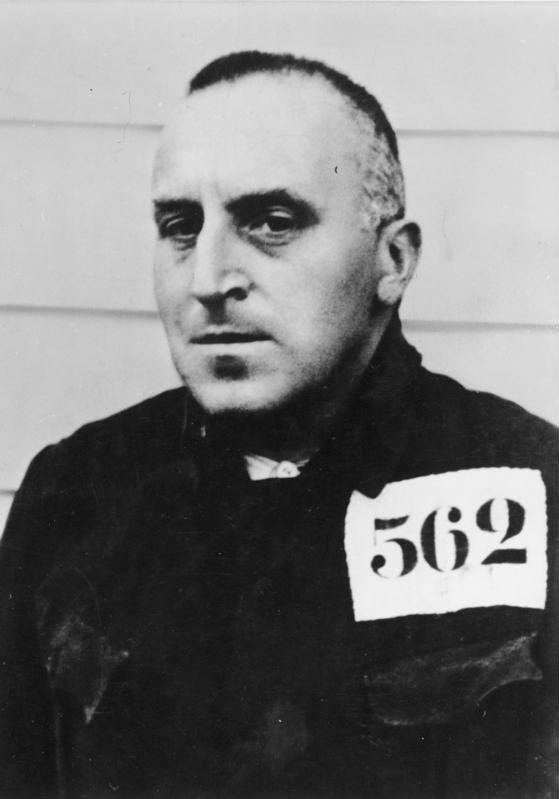
Карл фон Осецький в концтаборі (1933 р.)

1933 року після призначення Гітлера рейхсканцлером і підпалу Рейхстагу, незважаючи на гоніння на демократів, соціалістів і комуністів Осецький відмовився покинути країну, хоча через свої соціалістичні й пацифістські статті перебував під страшною загрозою. Напередодні  у статтях він назвав Гітлера «зніженим боягузом у піжамі», а Ґеббельса — «істеричним сирним кліщем».
На ранок після пожежі Рейхстагу він був заарештований секретною поліцією і поміщений спершу в Берлінську тюрму, потім послідовно — в концентраційний табір Зонненбург і Естервеген-Папенбург. Важкі фізичні роботи та умови утримання засуджених підірвали його здоров'я.
«Ліга боротьби за права людини» і міжнародна організація письменників Пен-клуб зібрали понад 43 тис. підписів під вимогою звільнити Осецького.
У 1934 році він вперше був висунутий кандидатом на Нобелівську премію миру різними організаціями при підтримці Альберта Ейнштейна, Томаса Манна, Бертрана Рассела і американської громадської діячки Джейн Аддамс та інших. Однак письмова заявка виявилася подана занадто пізно — кандидатура на 1935 була вже визначена. Тому лауреатом Осецький був обраний лише в 1936 році.
Представник Норвезького нобелівського комітету Фредрік Станг у своїй промові зазначив, що Осецький не належить до жодної політичної партії і не керується партійними забобонами. На думку Станге, дії Осецького характеризуються «гарячою любов'ю до свободи думки, вірою в необхідність вільного змагання у всіх областях духовного життя, широким світоглядом, повагою до цінностей інших народів і домінуючою над усім цим ідеєю миру». У момент присудження премії Осецький перебував у тюремній лікарні.
Розгніваний нацистський уряд заявив, що жоден німецький вчений не прийме будь-яку Нобелівську премію, і всі німецькі вчені за вказівкою Гітлера були змушені відмовлятися від Нобелівських премій. Вони змогли отримати їх тільки в кінці війни. Уряд заснував свою систему державних премій. Від Осецького вимагали самостійно відмовитися від Нобелівської премії, але він не піддався на тиск. Тоді німецька пропаганда заявила, що він нібито вільний і може їхати в Осло. Проте в реальності закордонний паспорт йому виданий не був, а пізніше почалося цькування Осецького як зрадника.
Німецькій пресі заборонили коментувати це нагородження. Німеччина зажадала від Норвегії скасувати це рішення, але та відмовилася, пославшись на неурядовий статус Нобелівського комітету. У 1940 році, коли нацисти захопили Норвегію, вони як помсту репресували всіх, хто приймав рішення про це нагородження.
Помер в берлінській лікарні від туберкульозу 4 травня 1938 року. Секретна поліція тримала Осецького під постійним наглядом аж до самої смерті.